# 李玳
李玳（1508年—？），字廷實，直隸順天府霸州人，民籍，明朝政治人物。

## 生平
嘉靖十九年（1540年）庚子科順天鄉試第六十八名舉人，二十九年（1550年）中式庚戌科會試第九十四名，二甲第二十三名進士。授刑部主事，升員外郎、郎中，三十四年（1555年）十二月恤刑山西，多所平反，出為岳州府知府，以採木忤當路，調彰德府知府，消藩王之變，升山西按察司副使，轉陝西布政使司參政。因母老乞歸，囊橐蕭然。明穆宗即位，起為江西布政使司參政，不就任。

## 家族
曾祖李達，義官；祖父李銘，義官；父李紹，主簿。母楊氏。慈侍下。兄李珮，弟李瑚（嘉靖三十一年舉人）、李珠。